# Hastings (Michigan)
Hastings è un comune degli Stati Uniti d'America, situato nello Stato del Michigan, nella contea di Barry, della quale è anche il capoluogo.